# Leone di Lernia
Leone di Lernia (født Leonardo di Lernia i Trani, Italien, født 18. april 1938, død 28. februar 2017) er en radiovært, sanger og komponist af sange i genrene rock, pop og trash. Han har været aktiv siden 1968, med musik med humoristiske og satiriske tekster der omhandler prominente personer og dagsaktuelle begivenheder. Ofte anvender han dialekt fra den italienske region Apulien i sine sange.

## Diskografi

### Individuel
- 1968 – Trenta chili/Andiamo nei cieli
- 1975 – Gaccia ad'avè/Spuosatiella Geuvè
- 1977 – Gaccia a te Mariuo'/U fesse 'nnamerate
- 1979 – Sfregamece/Vieni fuori
- 1983 – Padron pensaci tu/Spremi spremi
- 1989 – Ce cule ca tiene (Rap italiano)/Ce cule ca tiene (Rap pugliese)
- 1991 – La la li – la la la pesce fritto e baccalà/Bar house
- 1991 – Lasciame ste' (How gee)/Tu sì scemo
- 1992 – La fatica non m'ingozza (Club mix)/La fatica non m'ingozza (Radio edit)
- 1992 – Tu sì pazze (Rhythm is a dancer)/Chi ruba (Sex machine)
- 1993 – Disco Hauz
- 1994 – Salut'm a Sord/Voglio fare tanti soldi
- 1995 – Think about the way (Pippo Baudo Uè)/Lapuglia Blues
- 1997 – Cio'...Los...Tress

### Albums
Som Leone Di Lernia and his new rock band:
- Leone Di Lernia e la sua new rock band – Canzoni rock tranesi (1975)
- Leone Di Lernia e la sua new rock band (1976)
- Leone Di Lernia e la sua new rock band (1977)

Som Leone di Lernia
- La pugliata (1979)
- MotorLover – Il rock del re delle puglie (1980)
- Padron pensaci tu, (1983)
- Disco (1984)
- Americanpuglia (1984)
- Compilation – I successi di Leone Di Lernia (1984)
- Barhouse Music (1990)
- Barhouse Music 2 (1991)
- Gran Barhouse – Il meglio di... Leone Di Lernia (1991)
- Leone Super Dance (1992)
- Disco Hauz (1993)
- Il (meglio) peggio di Leone di Lernia (1993)
- Leonemania (1994)
- Salut'm a Sord (1994)
- Leonlatino (1996)
- SuperLeone – Cio'...Los...Tress (1997)
- Fesso... e tutto il resto (1997)
- Re Leone Di Lernia (1998)
- Leonestate (1998)
- Leone superstar – I grandi successi di Leone di Lernia (1999)
- Giubileone (2000)
- Leone 2000 (2000)
- Il Gran Porcello (2001)
- Zizzaniaman (2002)
- Porcello 2 – Il ritorno (2002)
- Zizzaniaman 2 + Il meglio dello zoo di 105 (2003)
- The Best of the Bestia – Trash compilation (2004)
- Un Leone su Marte (2004)
- Sfigato (2004)
- Leone D'oro – Il peggio di Leone di Lernia (2005)
- Casa di Lernia (2006)
- Ma che figo sono con Auz Triccaballac (2006)
- L'isola dei leoni (2006)
- Squich (2007)
- Si nu baccalà (2007)
- Leone Best 2008 (2008)
- Leone di Lernia contro tutti (2009)
- Fuori o dentro lo zoo? (2010)
- Il presidente querela forte (2011)
- Eccitato (2012)
- Capra (2013)
- Tutto Leone Di Lernia: 40 successi (2013)
- Perché son gay (2014)
- EXPO (2015)

## Eksterne kilder og henvisninger
- 105 Networks Website Arkiveret 4. marts 2012 hos  Wayback Machine